# Assolutamente famosi
Assolutamente famosi (Iedereen beroemd!) è un film del 2000 diretto da Dominique Deruddere.
Fu nominato all'Oscar al miglior film straniero.